# Konjanik (2003.)
Konjanik je hrvatska povijesna drama iz 2003. godine koju je režirao Branko Ivanda prema istoimenom romanu Ivana Aralice. Radnja se vrti oko konjanika iz 18. stoljeća koji stalno mijenja lojalnost na granici Dalmacije i Bosne, tj. tada Mletačke Republike i Osmanskog Carstva. Glavne uloge tumače Nikša Kušelj, Zrinka Cvitešić i Goran Grgić.

## Radnja
Granica Dalmacije i Bosne i Hercegovine, 18. stoljeće. Nakon što je Osmansko Carstvo izgubilo u ratu s Habsburškom monarhijom i Mletačkom Republikom, sklapa se kompromisni Požarevački mir koji će razgraničiti kršćanski i islamski teritorij na tom području. Dalmacija je pripala Veneciji, a Bosna Turcima. Na Božić, otac Revač odluči ispeći ovcu svojoj djeci, Petru i Ivanu, no pošto ukrade jednu iz venecijanske tvrđave Nečven, zapovjednik ga za kaznu ubije i zapali kuću. Petar i Ivan postaju siročad te ih spašava fratar koji ih odvede travaru. Petar odraste i zaposli se kao venecijanski konjanik na granici dok Ivan postaje monah zvan Nikodem. Pošto planira skupiti bogati miraz kako bi isprosio lijepu Lejlu, kćer duvanjskog Džafer-bega, pogranični aga Mujaga Lulić pljačka sve što je vrijedno na obje strane granice.
Petar dobije zapovjed ubiti Mujagu, no upravo kada dobije priliku za to, predomisli se i pokloni mu život. Mujaga ga stoga prihvati kao prijatelja te ga odvede u Bosnu, u Osmansko Carstvo. Tamo Petar pređe na islamsku vjeru te prihvaća obrezivanje. Ubrzo upozna begovu kćer Lejlu te se zaljubi u nju. Ugleda ju jednom kako se gola kupa, no ona nikome ništa ne kaže, iako je mogla odmah zatražiti da ga pogube. On ubije Mujagu i pobjegne s Lejlom natrag u Dalmaciju. U njegovoj kolibi, oni provedu strastvenu noć. Odmetnuti konjanik namjerava prebjeći u Austriju. Predlaže Lejli da se najprije skloni u Zadar i prijeđe na katoličku vjeru, pa zatim dođe za njim, jer je treća zemlja njihova jedina nada. Uvjereni da će se ponovno sresti, Petar i Lejla se rastaju u Zadru. Kada Petar iz osvete ubije zapovjednika Nečvena, biva uhićen i prebačen u Bosnu, k Džafer-begu.
Za to vrijeme Dubrovčanin Andrija, koji je cijelo vrijeme aktivan kao izaslanik mletačkog providura na begovom dvoru, upoznaje se sa slučajem te postaje jedini pravi saveznik Petra i Lejle u njihovom bježanju. Lejlin bijeg, te njen prijelazak na katoličanstvo izaziva treskavice u mletačko-turskim odnosima. Nakon niza diplomatskih igrica i manipulacija sa strane providura i samog bosanskog paše Lejla se vraća prema Bosni, a beg pušta Petra iz zatvora samo da za njime pošalje ubojice da skončaju život Petra i Lejle, što se i događa nakon kraće borbe. Dubrovčanin Andrija dolazi na mjesto radnje i očajnički gleda beživotna tijela oko sebe.

## Glume
- Nikša Kušelj - Petar Revač
- Zrinka Cvitešić - Lejla
- Goran Grgić - Andrija
- Mladen Vulić - Mujaga Lulić
- Borko Perić - Ivan Revač - Nikodim
- Božidar Orešković - Zapovjednik
- Dejan Aćimović - Begović
- Gordana Gadžić - Begovića
- Dragan Despot - Veliki
- Danko Ljuština - Džafer-beg
- Dinka Grubišić - Dommana

## Nagrade
- Pulski filmski festival - Zlatna arena za najboljeg sporednog glumca (Danko Ljuština), najbolju scenografiju.[2]

## Kritike
Kritike filma su uglavnom bile pozitivne. Kritičar Damir Radić prigovarao je "traljavoj realizaciji romana", ali je hvalio produkcijske vrijednosti i glumu Zrinke Cvitešić:
"Odnos katoličkog najamnika Petra Revača i muslimanske plemkinjice Lejle sredinom osamnaestog stoljeća na granici Hrvatske i Bosne, odnosno Mletačke Republike i Turskog Carstva, piscu je samo okidač za osnovnu temu o “prokletom” pojedincu na vjetrometini njemu tuđih političkih i vjerskih interesa...“Konjanik” je film umnogome kaotične dramaturgije: u radnju nas uvodi Nikodem pripovijedanjem u offu, da bi vrlo brzo njegov, tako snažno uveden lik bio posve marginaliziran, a off naracija zaboravljena; također, ako gledatelj prethodno nije čitao roman, teško će razaznati brojne likove koji niču na platnu i njihove međusobne odnose. Ivanda je izbacio romaneskne elipse i dugo trajanje romana sabio u kratko, čime je pokušao dobiti na koherentnosti naracije i dramaturškoj impregniranosti, no spomenuto slabo profiliranje likova u tome ga je onemogućilo...Ipak, najveći je dobitak “Konjanika” afirmacija Zrinke Cvitešić, možda najerotičnije iz nove generacije hrvatskih glumica koje se, po uzoru na svjetske trendove, ne libe filmskog razodijevanja ni seksualnih interakcija."

## Vanjske poveznice
- Konjanik u internetskoj bazi filmova IMDb-a
- Konjanik  Arhivirana inačica izvorne stranice od 16. rujna 2011. (Wayback Machine) na Filmski.net